# Ruta Estatal de Nevada 427
La Ruta Estatal de Nevada 427, y abreviada SR 427 (en inglés: Nevada State Route 427) es una carretera estatal estadounidense ubicada en el estado de Nevada. La carretera inicia en el Oeste desde la I 80  hacia el Este en la US 50  , US 95   en Fernley. La carretera tiene una longitud de 7,6 km (4.700 mi).

## Mantenimiento
Al igual que las autopistas interestatales, y las rutas federales y el resto de carreteras estatales, la Ruta Estatal de Nevada 427 es administrada y mantenida por el Departamento de Transporte de Nevada por sus siglas en inglés Nevada DOT.

## Cruces
La Ruta Estatal de Nevada 427 es atravesada principalmente por la  SR 447  I 80   en Wadsworth.